# Jérôme Eugène Coggia
| Asteroidi scoperti: 5 | Asteroidi scoperti: 5 |
| --------------------- | --------------------- |
| 96 Aegle              | 17 febbraio 1868      |
| 187 Lamberta          | 11 aprile 1878        |
| 193 Ambrosia          | 28 febbraio 1879      |
| 217 Eudora            | 30 agosto 1880        |
| 444 Gyptis            | 31 marzo 1899         |

Jérôme Eugène Coggia (Ajaccio, 18 febbraio 1849 – 15 gennaio 1919) è stato un astronomo francese.
Jérôme Eugène Coggia è stato un astronomo francese di origine corsa del XIX secolo. Coggia ha lavorato come assistente astronomo all'osservatorio di Marsiglia, scoprendo sei comete e cinque asteroidi.

## Comete scoperte o coscoperte da Coggia
- C/1870 Q1 Coggia
- 27P/Crommelin, di questa cometa Coggia fu uno degli coscopritori, per un periodo di tempo la cometa portò anche il suo nome, in seguito la cometa fu chiamata col nome di Crommelin che fu colui che comprese che tre comete scoperte da vari osservatori in epoche diverse, erano in realtà una sola cometa e ne calcolò l'orbita
- C/1874 H1 Coggia
- C/1874 Q1 Coggia
- C/1877 R1 Coggia
- C/1890 O1 Coggia

Oltre a scoprire o coscoprire comete Coggia riscoprì anche alcune comete.

## Riconoscimenti
Nel 1890 gli è stata assegnata la medaglia Donohoe. Gli è stato dedicato un asteroide, 227147 Coggiajérôme .